# Manuel Zerwas
Manuel Zerwas (* 22. November 1987 in Speyer) ist ein deutscher Pädagoge, Autor und Lehrer.

## Leben
Manuel Zerwas absolvierte 2007 sein Abitur und studierte nach einem Jahr Auszeit in Landau und Mainz. Er erhielt 2014 den Bachelor / Master of Education in den Fächern Deutsch und Sport. Darauffolgend war Zerwas ein Jahr lang als Erzieher in einer Kindertagesstätte beschäftigt. Von 2015 bis 2017 erfolgte ein Referendariat für gymnasiales Lehramt in Landau in der Pfalz. Seit 2017 ist er Gymnasiallehrer für die Fächer Deutsch und Sport.
Ab 2013 erschienen von Zerwas Lyrik und Prosa in Zeitschriften, Anthologien und Büchern. Er erhielt mehrere Förderpreise. 2020 kam er mit seinem noch nicht vollendeten Roman "Der Bücherflüsterer" auf die Longlist des Blogbuster-Preises.
Manuel Zerwas ist wohnhaft in Speyer.

## Werke
- Jonas, nimm den Dinosaurier aus der Nase! 33 Geschichten aus dem absurden Alltag eines Kita-Erziehers. Schwarzkopf & Schwarzkopf, Berlin 2016, ISBN 978-3-86265-597-7.
- Sinn im Unsinn. Gedichte. Brot&Kunst Verlag, Karlsruhe 2014, ISBN 978-3-942637-68-8.
- Der Bücherflüsterer. adakia Verlag, 2022, ISBN 9783941935389.[3]
- Die Zeit danach. adakia Verlag, 2024, ISBN 978-3-911472-01-2.

## Auszeichnungen
- 2013: Junges Literaturforum Hessen-Thüringen
- 2015: Martha-Saalfeld-Förderpreis[4][5]
- 2021: Gustav-Adolf-Bähr-Förderpreis für junge Literatur[6]
- 2023: Pfalzpreis für Literatur (Nachwuchspreis), Bezirksverband Pfalz

## Nachweise
1. ↑  Manuel Zerwas in Helden-Buch vertreten - Speyer. Abgerufen am 14. Mai 2022.
2. ↑  Portrait Manuel Zerwas. In: Blogbuster. 20. März 2020, abgerufen am 14. Mai 2022 (deutsch).
3. ↑  Literaturvilla #30 präsentiert: Der Bücherflüsterer mit Manuel Zerwas. Abgerufen am 14. Mai 2022.
4. ↑  Volksfreund: Trierer bekommt Literaturpreis. 19. Juli 2015, abgerufen am 14. Mai 2022.
5. ↑  Martha-Saalfeld-Literaturpreis — Universität Koblenz · Landau. Abgerufen am 14. Mai 2022.
6. ↑  Holger Pöschl: Literaturpreis für Manuel Zerwas. Die Rheinpfalz / Speyer, 2. Juli 2021, abgerufen am 14. Mai 2022.

| Personendaten    | Personendaten              |
| ---------------- | -------------------------- |
| NAME             | Zerwas, Manuel             |
| KURZBESCHREIBUNG | deutscher Lehrer und Autor |
| GEBURTSDATUM     | 22. November 1987          |
| GEBURTSORT       | Speyer                     |